# Britiske Jomfruøer
De Britiske Jomfruøer (engelsk: British Virgin Islands) er et britisk oversøisk territorium i Caribien øst for Puerto Rico.
De Britiske Jomfruøer udgør sammen med De Amerikanske Jomfruøer og de Spanske Jomfruøer øgruppen Jomfruøerne, der igen er en del af de Små Antiller. Territoriet består af hovedøerne Tortola, Virgin Gorda, Anegada og Jost Van Dyke samt mere end 50 småøer med et samlet landareal på 153 km² og et indbyggertal på ca. 28.000 (2010). Hovedstaden er byen Road Town på Tortola.

## Historie
De første beboere på øerne var arawakker, der kom fra det sydamerikanske kontinent omkring år 100 f.Kr.. Dette folkeslag beboede øerne, indtil de i det 15. århundrede blev fordrevet af caribere, der kom fra de Små Antiller.
I 1493 fandt Christoffer Columbus øerne på sin anden rejse til Amerika, og han gav øgruppen navnet "Jomfruøerne" efter Skt. Ursula, der ifølge legenderne skulle være fulgt af 11.000 jomfruer. Spanierne tog hurtigt øerne i besiddelse for at udvinde kobber.
Hollænderne etablerede sig i 1648, men øgruppen blev overtaget af Storbritannien i 1672. Englænderne indførte sukkerrør til området, hvilket snart skulle blive en central afgrøde, især da slavehandlen bragte slaver fra Afrika til øerne.
I de følgende par århundreder var der småbataljer om øerne mellem flere europæiske magter, herunder også Danmark, der endte med at få herredømmet over De dansk-vestindiske øer.
Britiske Jomfruøer har mest haft strategisk betydning for Storbritannien, der havde interesse i at være til stede i området, men plantagerne har også været en god forretning for kolonisterne. I mange år blev de ledet fra nogle af de andre kolonier i området, men øgruppen fik selvstændig kolonistatus i 1960 og blev et autonomt territorium i 1967. Omtrent på samme tid begyndte udviklingen væk fra landbrug mod henholdsvis turisme og bankvirksomhed, hvilket har gjort territoriet til et af de mest velstående i Caribien.

## Geografi
Ud af de Britiske Jomfruøers mere end 50 øer er kun 15 beboet. De største øer er Tortola med hovedstaden Road Town, Virgin Gorda, Anegada og Jost Van Dyke. Det samlede areal er på 153 km².
På øgruppen bor knap 22.000 mennesker (2003). Heraf er cirka 83% afro-caribiske efterkommere af slaverne fra sukkerplantagerne. Derudover er der en gruppe af kaukasere (englændere, amerikanere, portugisere mm.).
Ud over de fire vigtigste øer Tortola, Virgin Gorda, Anegada og Jost Van Dyke, af andre øer kan der nævnes:
| - Beef Island - Cooper Island - Ginger Island - Great Camanoe - Great Thatch - Guana Island | - Little Thatch (Ejet af John og Jill Maynard) - Mosquito Island (Ejet af Richard Branson) - Necker Island (Ejet af Richard Branson) - Norman Island - Peter Island - Salt Island | - Prickly Pear - Eustatia - Saba Rock - Frenchman's Cay - Nanny Cay - Scrub Island | - Sandy Cay - Green Cay - Sandy Spit - Little Jost Van Dyke - Great & Little Tobago - The Dogs |

## Klima
De Britiske Jomfruøer nyder et tropisk klima, med moderate passatvinde. Temperaturerne varierer meget lidt i løbet af året. I hovedstaden Road Town er, typisk dagligt maksima omkring 32 °C (89,6 °F) om sommeren og 29 °C (84,2 °F) om vinteren. Typiske daglige minima er omkring 24 °C (75,2 °F) om sommeren og 21 °C (69,8 °F) om vinteren. Nedbøren er i gennemsnit cirka 1.150 mm (45,3 tommer) pr år, højere i bjergene og lavere på kysten. Nedbøren kan være ganske variable, men de vådeste måneder i gennemsnit er september til november og den tørreste måned i gennemsnit er februar og marts. Orkaner rammer lejlighedsvis øerne i orkanen sæsonen fra juni til november.

## Politik
Britiske Jomfruøers øverste leder er den britiske konge, der via den britiske regering udpeger en guvernør. I 1971 fik øgruppen en forfatning, der blandt andet omfatter frie valg til den lovgivende forsamling bestående af 13 medlemmer samt valg af regeringslederen.
De vigtigste partier er National Democratic Party (NDP) og Virgin Islands Party (VIP). Den nuværende regeringsleder er Orlando Smith fra NDP, valgt i 2003, mens den siddende guvernør er David Pearey, der blev udpeget i 2006.

## Uddannelse
De Britiske Jomfruøer driver flere offentlige skoler såvel som private skoler. Der er også et Community College, H. Lavity Stoutt Community College, der er placeret på den østlige ende af Tortola. Dette college var opkaldt efter ærede Lavity Stoutt (Chief Minister).

## Transport
Der er 113 km af veje. Den vigtigste lufthavn (Terrance B. Lettsome International Airport, også kendt som Beef Island Airport) ligger på Beef Island, der ligger ud for det østlige spids af Tortola og er tilgængeligt via Queen Elizabeth II Bridge. Virgin Gorda og Anegada har deres egne mindre lufthavne. Den vigtigste havn er i Road Town. Der er også færger, der opererer inden for Britiske Jomfruøer og til de tilgrænsende Amerikanske Jomfruøer. Som i Storbritannien, kører bilerne i de Britiske Jomfruøer i venstre side af vejen. Vejene er ofte ganske stejle og snoede, og hjulspor kan være et problem, når det regner.

## Kultur

### Sprog
Det officielle sprog i både de amerikanske og britiske Jomfruøer er engelsk. Men kreolsk er den mest talte dialekt i en uformel, daglig brug, og på grund af indvandring fra andre caribiske øer er brug af spansk og i mindre grad fransk og fransk-kreolsk steget i de seneste årtier. Dansk har aldrig været et talesprog blandt befolkningen af de vigtigste øer på grund af, at de fleste plantage- og slaveejere var af hollandsk eller engelsk afstamning.

### Religion
Kristendommen er den førende religion med en stor gruppe af romersk-katolsk-troende, sammen med forskellige protestantiske trosretninger. Ligesom på mange andre caribiske øer er rastafari til stede i større omfang. Et lille antal af muslimer, hinduer, buddhister og andre østlige religioner findes også på øerne.

### Musik
Den traditionelle musik på de Britiske Jomfruøer kaldes fungi efter den lokale majsmelsret med samme navn, ofte lavet med okra. Den særlige lyd af fungi skyldes en særlig lokal fusion mellem afrikansk og europæisk musik. Den fungerer som et medium for lokal historie og folklore og er derfor en yndet kulturel udtryksform, som er en del af læseplanen i de Britiske Jomfruøers skoler. Fungi bands, også kaldet "scratch bands", bruger instrumenter lige fra kalabas, vaskebræt, bongos og ukulele samt mere traditionelle vestlige instrumenter som keyboard, banjo, guitar, bas, triangel og saxofon. Udover at være en form for festlig dansemusik indeholder fungi ofte humoristiske sociale kommentarer, samt indslag fra de Britiske Jomfruøers mundtlige historie. Den populære sanger Iyaz er fra De Britiske Jomfruøer.

### Køkkenet
Den traditionelle mad har en tendens til at være krydret og stærk. En stor del af fødevarerne er importeret som følge af den ringe jordkvalitet. Der er kun lidt landbrug og dermed et større forbrug af udenlandske fødevarer. Restauranterne henvender sig ofte til turister og serverer en kombination af nordamerikanske retter med tropiske drejninger samt lokale retter. Et eksempel herpå er tilsætning af mango og caribiske krydderier til laks, en ikke-tropisk fisk.
Af lokale frugter bruges der på de Britiske Jomfruøer: sure æbler som Granny Smith, mango, papaja, Annona, genip (mamoncillo), søde druer, tamarind (indisk daddel, laves til en sød gryderet eller rullet i søde boller) og stikkelsbær (hovedsageligt kogt sammen med sukker til en sød snack).

## Eksterne referencer
- Britiske Jomfruøers turistbureaus hjemmeside

- Wikimedia Commons har flere filer relateret til Britiske Jomfruøer

18°26′42″N 64°32′24″V / 18.445°N 64.54°V